# Border (filme de 1997)
Border é um filme de guerra de 1997 produzido pelo cinema bollyoodiano baseado na Guerra Indo-Paquistanesa de 1971.
J. P. Dutta dirigiu e produziu este filme de guerra épica com as estrelas Sunny Deol, Jackie Shroff, Sunil Shetty, Akshay Khanna, Pooja Bhatt, Sharbani Mukherjee e Tabu.

## Elenco
- Sunny Deol - Como o major Kuldip Singh Chandpuri
- Jackie Shroff - Como o comandante Anand "Andy" Bajwa
- Suniel Shetty - Como o capitão Bhairon Singh, B.S.F.
- Akshaye Khanna - Como Dharam Vir Bhan
- Sudhesh Berry - Como Subedar Mathura Das
- Puneet Issar - Como Subedar Ratan
- Kulbhushan Kharbanda - Como Pagheeram
- Rakhi - Como a mãe de Dharam
- Pooja Bhatt - Como Kamla

## Prêmios
- Indicado: Filmfare Award pelo melhor filme: Border
- Ganhador: Filmfare Award pelo melhor diretor: J.P. Dutta
- Indicado: Filmfare Award pelo melhor ator coadjuvante: Suniel Shetty
- Ganhador: Filmfare Award pela melhor revelação: Akshay Khanna
- Indicado: Filmfare Award pelo melhor ator: Sunny Deol
- Ganhador: Filmfare Award pela melhor trilha sonora: Sonu Nigam

## Trilha sonora
- Gravadora: Venus Records and Tapes
- Diretor musical: Anu Malik

Lista das músicas:
- Ke Ghar Kab Aaoge - Sonu Nigam, Roop Kumar Rathod
- Hamein Jab Se Mohabbat - Sonu Nigam, Alka Yagnik
- Mere Dushman Mere Bhai - Hariharan
- To Chaloun - Roop Kumar Rathod
- Hindustan Hindustan - Shankar Mahadevan, Sonali Rathod